# Dryopteris pentheri
Dryopteris pentheri là một loài thực vật có mạch trong họ Dryopteridaceae. Loài này được (Krasser) C. Chr. miêu tả khoa học đầu tiên năm 1905.